# Мойка (Новгородская область)
Мо́йка — деревня в Батецком районе Новгородской области. Административный центр Мойкинского сельского поселения.

## География
Деревня расположена в 20 км от районного центра — Батецкого.
По юго-восточной границе деревни Мойка протекает река Луга (верхнее течение); в неё впадают правые притоки: реки Можановка (непосредственно в деревне) и Чёрная (чуть северо-восточнее). На северо-западе дер. Мойка в Можановку впадает речка Мойка.

### Часовой пояс
Деревня Мойка как и вся Новгородская область, находится в часовой зоне МСК (московское время). Смещение применяемого времени относительно UTC составляет +3:00.

## Население
| 2010 |
| ---- |
| 341  |

## Транспорт
Через деревню проходит железнодорожная линия Новгород—Луга, по выходным курсирует одна пара поездов в день. Также есть регулярное автобусное сообщение с Новгородом, поездка занимает примерно час.